# Einsatzgebiet (Berufsausbildung)
Ein Einsatzgebiet ist eine Differenzierungsmöglichkeit für staatlich anerkannte Ausbildungsberufe, die aus einer Vertiefungsphase von bis zu 12 Monaten besteht.

## Anwendungsbereich
Die Verwendung von Einsatzgebieten stellt die schwächste Form der Binnendifferenzierung in einem Beruf dar. Es handelt sich dabei um eine implizite Differenzierung, die weder im Ausbildungsrahmenplan noch in der Abschlussprüfung berücksichtigt werden. Denkbar ist jedoch, dass das Einsatzgebiet als „thematische Grundlage für die von den Prüfungsausschüssen zu beschließenden Prüfungsaufgaben“ dient.
Einsatzgebiete zeichnen sich in der Regel durch sehr offen formulierte Berufsbildpositionen aus, die vom jeweiligen Betrieb mit Inhalten gefüllt werden müssen. Sie dienen dazu spezialisierten Betrieben anzuzeigen, „dass auch sie in ihrem spezifischen Geschäftsfeld ausbilden können. Gleichzeitig haben dadurch die Auszubildenden Gelegenheit, spezifische Berufserfahrungen in dem jeweiligen Einsatzgebiet zu erwerben“. Berufe mit Einsatzgebieten sind beispielsweise die industriellen Metallberufe, z. B. der Anlagenmechaniker oder der Werkzeugmechaniker.

## Abgrenzung zu anderen Differenzierungsmöglichkeiten
- Monoberuf: Berufe, die keine Binnendifferenzierungen aufweisen, werden als Monoberufe bezeichnet. Das Qualifikationsprofil des Berufes weist dabei keine Spezialisierung auf.
- Fachrichtung: Sie werden in der Ausbildungsordnung für den jeweiligen Ausbildungsberuf beschrieben und haben einen Umfang von sechs bis maximal 18 Monaten.
- Schwerpunkt: Die Verwendung von Schwerpunkten stellt nach der Fachrichtung die zweitstärkste Form der Binnendifferenzierung in einem Beruf dar. Es handelt sich dabei um eine implizite Differenzierung.[1] Bei einem dreijährigen Ausbildungsberuf mit Schwerpunkten sind in der Regel die ersten beiden Ausbildungsjahre identisch. Nach 24 Monaten, d. h. im dritten Ausbildungsjahr erfolgen die spezifischen Fertigkeiten, Kenntnisse und Fähigkeiten der jeweiligen Branche.
- Wahlqualifikationen: Sie kommen als Strukturelement insbesondere für Ausbildungsberufe in Betracht, die von spezialisierten Branchen nachgefragt werden. Jeder dieser Betriebe bearbeitet dabei ein anderes Aufgabenspektrum. Die Betriebe können verschiedene Qualifikationen einzelner Bereiche durch die Nutzung von Wahlqualifikationen miteinander kombinieren.[4] Wahlqualifikationen werden im Ausbildungsberufsbild, im Ausbildungsrahmenplan sowie in den Prüfungen berücksichtigt. Ihr Umfang beträgt insgesamt zwischen sechs und 18 Monate.